# Photolyse
On appelle photolyse toute réaction chimique dans laquelle un composé est décomposé par la lumière. Le processus direct est défini comme l'interaction d'un photon inter-réagissant avec une molécule cible. La « photodissociation » ou « photodécomposition » sont des formes de photolyse.
La photolyse n'est pas limitée à la lumière visible par définition comprise entre 400 et 800 nm. 
Tout photon avec suffisamment d'énergie peut affecter les liaisons chimiques d'un composé chimique. 
Comme l'énergie d'un photon est inversement proportionnelle à sa longueur d'onde, les ondes électromagnétiques avec l'énergie de la lumière visible ou plus élevée, telles que l'ultraviolet, les rayons X et les rayons gamma, sont habituellement impliquées dans de telles réactions.

## Photolyse et photosynthèse
La photolyse fait partie de la photosynthèse, qui se produit dans les granums (amas de thylakoïdes) des chloroplastes. Au cours de la photolyse, la lumière absorbée par la chlorophylle est transformée en énergie chimique qui est utilisée pour scinder la molécule d'eau en hydrogène et oxygène. Le dioxygène est largué comme sous-produit alors que l'hydrogène se lie à la coenzyme NADP pour former du NADPH.

## Photolyse atmosphérique
La photolyse se produit également dans l'atmosphère en tant qu'élément d'une série de réactions dans lesquelles des polluants primaires comme les hydrocarbures et les NOx réagissent pour former des polluants secondaires comme les nitrates de peroxyacétyle (PAN). Voir smog photochimique.
Les deux plus importantes réactions photolytiques de la troposphère sont en premier lieu :
O3 + hν → O2 + O1D       λ < 320 nm
qui génère un atome d'oxygène excité qui est à même de réagir avec l'eau pour donner le radical hydroxyle :
O1D + H2O → 2OH
Le radical hydroxyle joue un rôle central dans la chimie atmosphérique, car il initie l'oxydation des hydrocarbures de l'atmosphère et agit ainsi comme un détergent.
En second lieu la réaction :
NO2 + hν → NO + O
est une réaction-clé dans la formation de l'ozone troposphérique.
De plus, la photolyse est le processus par lequel les CFCs sont brisés dans l'atmosphère supérieure pour former des radicaux libres de chlore, destructeurs d'ozone.

## Photolyse des eaux océaniques
C'est la décomposition de la molécule d'eau en atomes d'hydrogène et d'oxygène sous l'effet de rayonnements solaires, en l'occurrence les ultraviolets.
En d'autres termes, c'est la décomposition d'un corps par la lumière.

## Photolyse en chimie synthétique
La photoisomérisation entre les formes cis et trans d'une molécule est une réaction de photochimie particulièrement étudiée. Ainsi l'énergie fournie par les photons permet l'excitation des électrons π vers π* annulant le recouvrement orbitalaire ou dit plus simplement il s'agit du passage d'une double liaison à l'état initial vers une liaison simple à l'état excité. La molécule peut alors tourner librement sur cet axe. Après retour à l'état fondamental, on a obtenu le diastéréoisomère correspondant.

## Résistance à la photolyse
Certains produits chimiques protecteurs peuvent atténuer la photolyse et en dépit de la capacité des UV à casser l'ADN, certaines espèces (organismes adultes ou leurs spores) montrent des résistances importantes à la photolyse ; c'est le cas des spores de certaines bactéries par exemple, face au rayonnement ultraviolet.